# District de Vaishali
Le district de Vaishali est un district de l'État du Bihar en Inde.

## Géographie
Au recensement de 2011, sa population compte 3 495 249 habitants.
Son chef-lieu est la ville de Vaishali. 